# Лазуто Юрій Кирилович
Ю́рій Кири́лович Лазу́то (нар. 27 вересня 1945, Київ) — український дипломат. Надзвичайний і Повноважний Посланник. Генеральний консул України в Гамбурзі (Німеччина) (2002—2007). Дійсний член (академік) Української академії геополітики та геостратегії (2024).

## Життєпис
Навчався в середній школі у Вюнсдорфі, де розташовувався штаб Групи радянських військ у Німеччині, в якому служив його батько у званні полковника. Там Юрій оволодів німецькою мовою. Брав участь у змаганнях баскетбольної команди Групи Радянських військ у Німеччині. По поверненню до Києва продовжив грати у баскетбол, отримав звання майстра спорту. Брав участь у змаганнях юніорської команди збірної СРСР, грав за збірну України. Під час навчання в Київському політехнічному інституті, грав за київський баскетбольний клуб «Будівельник». Після закінчення політехнічного інституту працював інженером на Київському заводі «Арсенал». Згодом працював заступником генерального директора Київського відділення "Зовнішньоекономічного акціонерного товариства з туризму і інвестицій «Інтурист».
У 1999—2002 рр. — начальник Управління державного протоколу Міністерства закордонних справ України.
У 2002—2007 рр. — Генеральний консул України в Гамбурзі
Один із засновників Громадської організації «Рух України за мир та злагоду».